# Deing
『Deing』（ディーイング）は、日本のシンガーソングライター・DAIGOが2018年12月5日にZAIN RECORDSから発売した1枚目のカバーアルバムである。

## 内容
前作『DAIGOLD』から4年8か月ぶりにして、初のカバーアルバム。ソロでのメジャーデビュー15周年と、自身が所属するレコード会社・ビーイングの創立40周年並びに自身の年齢40歳、BREAKERZとしてビーイングに移籍して10周年を記念し、同年10月27日に幕張メッセで開催されたHYDE主宰の『HALLOWEEN PARTY 2018 supported by XFLAG』に参加した際に発売が発表された。
今作はビーイングから発売された既発楽曲から選曲されたリアレンジカバーで構成されており、サウンドプロデュースをビーイングの創設者である長戸大幸が務めている。今作の制作の背景として同年7月21日に中野サンプラザホールで開催された『ソロデビュー15周年記念ライブ「DAIGO VS DAIGO☆STARDUST」』終演後に長戸に「『Deing』というタイトルでカバーアルバムを出したい」と直接電話で交渉された。選曲はDAIGOが中学や高校時代に聴いていた楽曲を元に選んでおり、DAIGO曰く「各アーティストの方で1枚のカバーアルバムが作れてしまうぐらい。」だという。そのため各アーティスト1曲という制約を設けてスタッフたちと話し合い選曲された。また、全ての原曲が長戸が携わっていたこともあり、DAIGOの希望で今回のレコーディングでは制作の全てを委ね、DAIGOはボーカルのみに徹している。
ジャケットの異なる初回限定盤Aと初回限定盤B、通常盤の3形態で発売された。特典として初回限定盤Aには「もっと強く抱きしめたなら」のミュージッククリップとオフショット映像を収録したDVDが、初回限定盤Bには『ソロデビュー15周年記念ライブ「DAIGO VS DAIGO☆STARDUST」』から大黒摩季とデュエットした「ら・ら・ら」、倉木麻衣とデュエットした「Secret of my heart」、森友嵐士とデュエットした「離したくはない」のライブ映像を収録したDVDが、通常盤には初回生産分のみランダムで全4種類からなるDAIGOカードが1枚同梱された。

## 収録曲
| 全編曲: 鶴澤夢人、長戸大幸。 |                                                                         |                  |            |                                          |
| #                            | タイトル                                                                | 作詞             | 作曲       | オリジナル・アーティスト                 |
| 1.                           | 「世界中の誰よりきっと」                                                | 上杉昇、中山美穂 | 織田哲郎   | 中山美穂 & WANDS                         |
| 2.                           | 「もっと強く抱きしめたなら」                                            | 上杉昇、魚住勉   | 多々納好夫 | WANDS                                    |
| 3.                           | 「突然」                                                                | 坂井泉水         | 織田哲郎   | FIELD OF VIEW                            |
| 4.                           | 「永遠」                                                                | 坂井泉水         | 徳永暁人   | ZARD                                     |
| 5.                           | 「離したくはない Guest Vocal 森友嵐士(T-BOLAN)」                        | 森友嵐士         | 森友嵐士   | T-BOLAN                                  |
| 6.                           | 「君が欲しくてたまらない」                                              | 上杉昇           | 織田哲郎   | ZYYG                                     |
| 7.                           | 「あなただけ見つめてる Guest Vocal 大黒摩季」                           | 大黒摩季         | 大黒摩季   | 大黒摩季                                 |
| 8.                           | 「甘いKiss Kiss」                                                       | 出口雅之         | 出口雅之   | REV                                      |
| 9.                           | 「このまま君だけを奪い去りたい Guest Vocal 池森秀一(DEEN)」             | 上杉昇           | 織田哲郎   | DEEN                                     |
| 10.                          | 「Secret of my heart」                                                  | 倉木麻衣         | 大野愛果   | 倉木麻衣                                 |
| 11.                          | 「果てしない夢を」(森友嵐士(T-BOLAN), 大黒摩季, 池森秀一(DEEN) & DAIGO) | 上杉昇、坂井泉水 | 出口雅之   | ZYYG,REV,ZARD & WANDS featuring 長嶋茂雄 |

### 解説
1. 世界中の誰よりきっと
原曲は1992年10月28日に発売された中山美穂 & WANDSのコラボレーションシングル。
2. もっと強く抱きしめたなら
原曲は1992年7月1日に発売されたWANDSの3rdシングルの表題曲。
DAIGO自身がWANDSを知るきっかけになった楽曲だという。ミュージッククリップは原曲と同じ幕張海浜公園で撮影された。
3. 突然
原曲は1995年7月24日に発売されたFIELD OF VIEWの2ndシングルの表題曲。
4. 永遠
原曲は1997年8月20日に発売されたZARDの22ndシングルの表題曲。
5. 離したくはない Guest Vocal 森友嵐士(T-BOLAN)
原曲は1991年12月18日に発売されたT-BOLANの4thシングルの表題曲で、今作ではメンバーの森友がゲストボーカルで参加している。
ライブや音楽番組にて何度か共演していたが、今作にて初の音源化となった。
6. 君が欲しくてたまらない
原曲は1993年5月19日に発売されたZYYGの1stシングルの表題曲。
DAIGOは「アレンジも含めて原曲よりキャッチーなアプローチにした」と語っている。
7. あなただけ見つめてる Guest Vocal 大黒摩季
原曲は1993年12月10日に発売された大黒摩季の6thシングルの表題曲で、今作では大黒がゲストボーカルで参加している。
8. 甘いKiss Kiss
原曲は1993年4月14日に発売されたREVの1stシングルの表題曲。
9. このまま君だけを奪い去りたい Guest Vocal 池森秀一(DEEN)
原曲は1993年3月10日に発売されたDEENの1stシングルの表題曲で、今作ではメンバーの池森がゲストボーカルで参加している。
10. Secret of my heart
原曲は2000年4月26日に発売された倉木麻衣の3rdシングルの表題曲。
11. 果てしない夢を
原曲は1993年6月9日にZYYG,REV,ZARD & WANDS featuring 長嶋茂雄名義で発売されたコラボレーションシングルの表題曲で、今作にゲストボーカルで参加した森友、大黒、池森とのコラボレーションでレコーディングされた。

## 参加ミュージシャン
- DAIGO：Vocal

Support Musician
- 森友嵐士：Guest Vocal (#5,11)
- 大黒摩季：Guest Vocal (#7,11)
- 池森秀一：Guest Vocal (#9,11)
- d-project
  - 鶴澤夢人：Guitars (全曲)、Chorus (#1,9,10)
  - 森丘直樹：Guitars (#1〜9,11)
  - KEI：Guitars (#2,3,5〜7,9〜11)
  - 竹田"NINJA"京右：Guitars (#4)
  - 灰原大介：Chorus (全曲)
  - 図画泉美：Chorus (#1,3〜5,7,9,11)
  - 森川七月：Chorus (#4,6,8,10,11)
  - 徳永暁人：Chorus (#7,11)
  - 寺尾広：Chorus (#9)
  - HIROKI：Violin (#9)
  - 冨岡"Tommy"毅志：Guest Trombone (#10)